# Левыкин, Константин Григорьевич
Константин Григорьевич Левыкин (25 февраля 1925, дер. Левыкино, Орловская губерния — 4 мая 2015, Москва) — советский и российский историк, шестнадцатый директор Государственного исторического музея (1976—1992), член Президиума Центрального совета Всероссийского общества охраны памятников, член Международного Совета Музеев, вице-президент Международного комитета музеев истории и археологии; заслуженный профессор МГУ, профессор кафедры истории России XIX — начала XX века исторического факультета МГУ.

## Биография
Родился в деревне Левыкино (ныне в составе Кренино Мценского района Орловской области) в семье Левыкина Григория Ивановича (1888—1969) и Левыкиной (Ушаковой) Татьяны Ильиничны (1883—1970).
Участник Великой Отечественной войны.
В 1954 году окончил исторический факультет МГУ. В 1957 году под руководством профессора Н. В. Савинченко защитил диссертацию на соискание учёной степени кандидата исторических наук по теме «Советская колхозная деревня в годы второй пятилетки».
Область научных интересов — социально-экономическое развитие русской деревни, положение российского крестьянства и общественное движение накануне революции 1917 г.; источниковедение; история музейного дела, музееведение.
С 1976 по 1992 год был директором Государственного исторического музея, в последующие годы — ведущий научный сотрудник музея.
Скончался 4 мая 2015 года в Москве.
Похоронен на Троекуровском кладбище Москвы.

## Семья
- Супруга — Галина Михайловна Левыкина (Евдокимова; род. 1932), врач-стоматолог.
- Сыновья:
  - Дмитрий (р. 1956), инженер;
  - Алексей (р. 1959), научный руководитель музея-заповедника «Московский Кремль», с 24 июня 2010 года — директор Государственного Исторического музея[4].
- Внуки:
  - Владимир Дмитриевич (род. 1982).
  - Татьяна Алексеевна (род. 1986).

## Награды и признание
- Ордена:
  - Отечественной войны II степени
  - Дружбы народов
  - Знак Почёта
- Медали:
  - «За отвагу»
  - «За оборону Москвы»
  - «За оборону Кавказа»

- Звания:
  - Заслуженный профессор МГУ
  - Заслуженный работник культуры РСФСР